# Керол Ханиш
Керол Ханиш (Carol Hanisch) је радикална феминисткиња која је била важан члан покрета New York Radical Women и Redstockings. Чувена је по популаризaцији слогана „приватно је политичко” у истоименом тексту из 1969.